# بوروتا (مجارستان)
بوروتا (به مجاری:  Borota) یک منطقهٔ مسکونی در مجارستان است که در ناحیه یانوش‌هالما واقع شده‌است. بوروتا ۸۱٫۸ کیلومتر مربع مساحت و ۱٬۵۳۷ نفر جمعیت دارد.